# Anemone caucasica
Anemone caucasica là một loài thực vật có hoa trong họ Mao lương. Loài này được Willd. ex Rupr. mô tả khoa học đầu tiên năm 1869.